# Алдошина Тетяна Сергіївна
Тетяна Сергіївна Алдошина (до шлюбу — Тетяна Яцків; 23 квітня 1998) — українська і казахська волейболістка, діагональний нападник. Переможець європейської ліги 2017 року. Бронзовий призер Універсіади-2017.

## Із біографії
Вихованка івано-франківської волейбольної школи. У липні 2017 року стала чемпіонкою Євроліги. У вирішальних матчах національна збірна України була сильнішою від фінських спортсменок. Наступного місяця здобула бронзову медаль на Універсіаді в Тайвані. На цьому змаганні представляла Східноєвропейський національний університет імені Лесі Українки з Луцька. З сезону 2018/2019 виступає за казахські клуби. У липні 2021 року отримала виклик до збірної Казахстану. Учасниця клубного чемпіонату світу 2022 року.

## Клуби
| Роки      | Команди                      |
| --------- | ---------------------------- |
| 2014—2017 | «Волинь-Університет» (Луцьк) |
| 2017—2018 | «Хімік» (Южне)               |
| 2018—2019 | «Волинь-Університет» (Луцьк) |
| 2018—2020 | «Жетису» (Талдикорган)       |
| 2020—2023 | «Куаниш» (Петропавль)        |
| 2023—2024 | «Жетису» (Талдикорган)       |
| 2024—     | «Берел»                      |

## Досягнення
- Переможець клубного чемпіонату Азії (1): 2022
- Чемпіон України (1): 2018
- Володар кубка України (1): 2018
- Чемпіон Казахстану (1): 2020

## Статистика
У міжнародних клубних турнірах:
| Сезон   | Клуб           | Турнір          | Ігри | Сети | Очки | Ср. | Примітки |
| ------- | -------------- | --------------- | ---- | ---- | ---- | --- | -------- |
| 2017-18 | «Хімік» (Южне) | Кубок ЄКВ       | 2    | 3    | 6    | 2   |          |
| 2022-23 | «Куаниш»       | Чемпіонат світу | 2    | 6    | 21   | 3,5 |          |

- Ср. — середній показник результативності за один сет.